# Thomas Adams (Komponist, 1785)
Thomas Adams (* 5. September 1785 in London; † 15. September 1858 ebenda) war ein englischer Organist und Komponist.

## Leben
Thomas Adams studierte bei Thomas Busby und war mit Samuel Wesley befreundet, der ihm auch zwei Voluntaries widmete. Er war Organist in mehreren Kirchen Londons. Ab 1802 war er an der Carlisle Chapel in Lambeth, ab 1814 an St Pauls in Deptford und ab 1824 war er Organist an St George in Camberwell. Seine letzte Stelle bis zu seinem Tod war an St Dunstan-in-the-West. Geschätzt waren seine Improvisationskünste. Mehrere Jahre betreute er die öffentlichen Aufführungen des Apollonicons.
Er wird als der letzte Georgianische Komponist bezeichnet und war zu Lebzeiten ein angesehener Komponist in London.

## Werke (Auswahl)
- Orgelwerke: Darunter befinden sich viele Fugen, Voluntaries, neunzig Interludien und Variationen über bekannte Melodien.
  - Adeste fideles, Pastorale in Graveyard gems,  OCLC 12851525
  - Andante pastorale (Digitalisat beim IMSLP)
  - „Cease Your Funning“ mit Variationen in B-Dur, 1816 in Works for pianoforte solo by late Georgian composers, Garland; New York 1985 ISBN 978-0-824-06156-2 (Digitalisat beim IMSLP)
  - Eden Vale, Rondo für Klavier (Digitalisat beim IMSLP)
  - Gentil Housard, zehn Variationen  (Digitalisat beim IMSLP)
  - Fuge über ein Thema aus Die Entführung aus dem Serail
  - Fuge mit Themen aus einem Miserere  von Pergolesi
  - Grand organ piece, 1826. Seinem Freund Reverend John Vane an St George in Camberwell gewidmet. OCLC 636170050
  - Introduktion und Variationen über Barney ! Leave the Girls alone
  - Overture for the organ (Digitalisat beim IMSLP)
  - Prelude (Digitalisat beim IMSLP)
  - Six Fugues. I B-Dur II f-moll III c-moll IV f-moll V E-Dur VI C-Dur OCLC 63143698
  - Six Voluntaries, Samuel Wesley gewidmet
  - Six Pieces, Thomas Attwood gewidmet, 1819 (Digitalisat beim IMSLP) I Fantasie in c-moll II Pastorale und Fuge in B-Dur III Larghetto - Andante - Fuge in g-moll IV Adagio - Pastorale - Fuge in C-Dur V Alla Breve und Fuge in C-Dur VI Doppelfuge und Andante mit Variationen
  - Variations on „Adeste fideles“. Eingespielt im Juli 2003 vom Organisten Luke Green in The Church of St Mary the Virgin in Stoke-on-Nayland, Suffolk. Veröffentlicht bei Hyperion Records 2003
  - Variations on „A Rose Tree full in bearing“. „A Rose Tree full in bearing“ ist eine alte irische Volksweise.
  - Variations on „Quant è Più Bella“. Das Thema „Quant è Più Bella“ stammt aus einer Oper Paisiellos, über welches auch Ludwig van Beethoven Variationen komponiert hat.
  - Three Organ Pieces, Vincent Novello gewidmet
  - Voluntary D-Dur (Digitalisat beim IMSLP)
- Klavierwerke
  - The dot polka, Charles Dickens gewidmet  OCLC 876392105
  - The Gem Waltzes OCLC 497058090

Viele seiner Werke sind sowohl für die Aufführung mit der Orgel als auch mit dem Klavier geeignet.
Geoffrey Atkinson editierte bei Fagus Music mehrere Werke des Komponisten. Viele seiner Werke finden sich in Sammelausgaben mit Orgelmusik.